# Syrtis Major

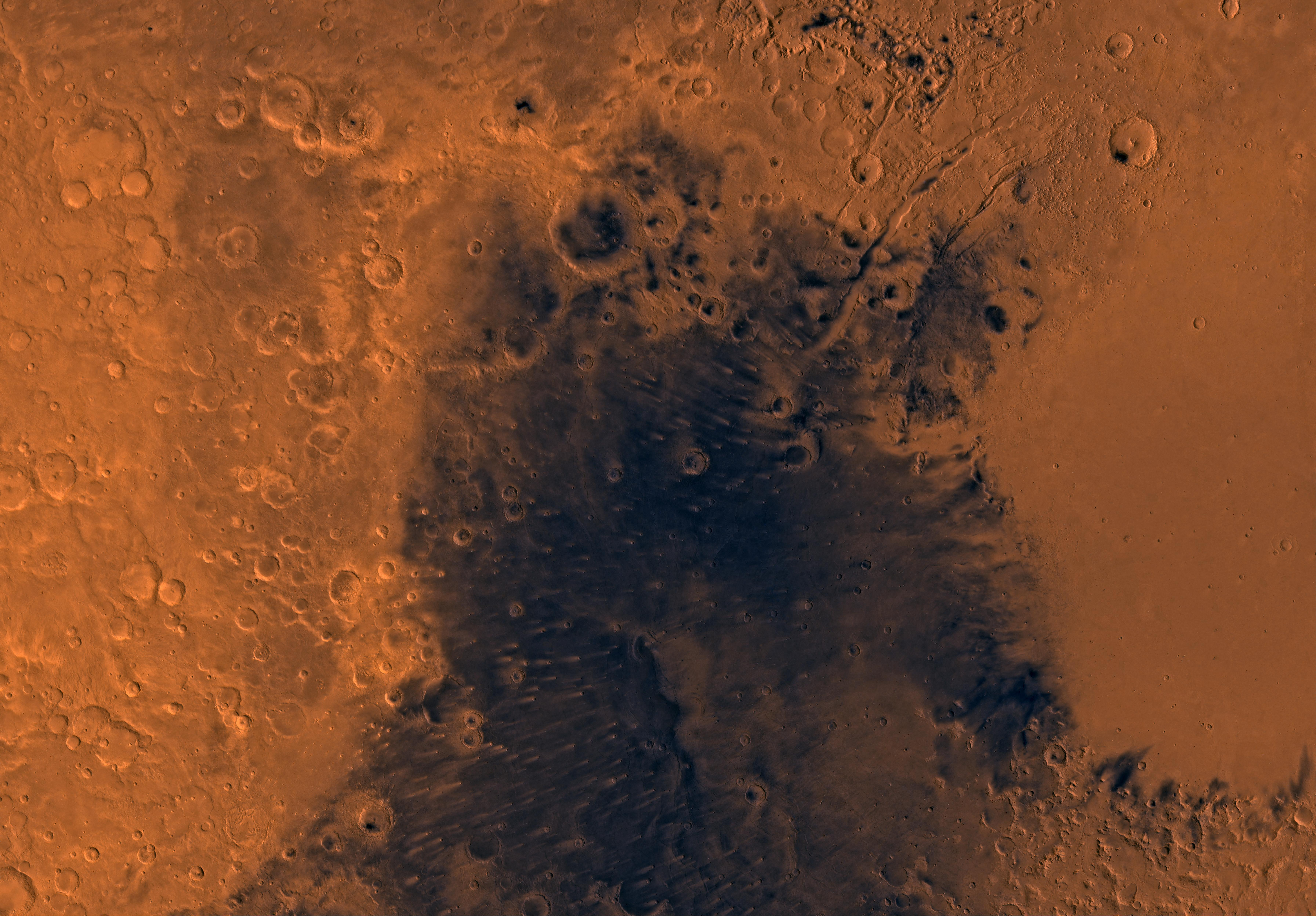
Imagem em mosaico digital de Marte do quadrante MC-13, mostrando a região de Syrtis Major

Syrtis Major Planum é uma "mancha negra" (uma formação de albedo) localizada numa região intermediária entre as planícies do norte e as regiões montanhosas do sul de Marte. Essa região foi descoberta através das observações da Mars Global Surveyor, se trata de um vulcão escudo bastante desgastado. Essa região fora considerada uma planície, sendo então nomeada Syrtis Major Planitia. A cor avermelhada é proveniente da rocha vulcânica basáltica e da relativa falta de areia.

## Geografia e geologia
Syrtis Major está localizada nas coordenadas 8.4 N, 69.5 L, estendendo 1 500 km do norte do planeta em direção ao equador, possuindo uma extensão leste-oeste de 1 000 km.  Essa região possui um grande declive que vai desde sua borda ocidental em Aeria descendo 4 km abaixo até a borda oriental em Isidis Planitia. Há na região uma grande protuberância que se eleva a 6 km em 310° O. A maior parte de Syrtis Major é formada por declives de menos de1°, o que é uma inclinação muito menor que a dos vulcões da região de Tharsis. Syrtis Major possui uma depressão de 350x150 km de norte a sul contendo as caldeiras Nili Patera e Meroe Patera, que possuem profundidade de 2 km. O fundo dessas caldeiras não são elevados em relação ao terreno circundante de Syrtis Major. O solo de Nili Patera é menos impactado, conclui se que é a mais jovem das duas caldeiras. Apesar de a maioria da rocha ser basáltica, dacito tem sido detectado em Nili Patera. Medições do campo gravitacional feitas por satélite mostram uma anomalia no complexo da caldeira, o que deduz a existência de uma câmara magmática extinta de 600x300 km do norte ao sul abaixo do solo, contendo minerais densos (provavelmente piroxena, com possível ocorrência de olivina) que teriam precipitado do magma antes das erupções. Datações das crateras de Syrtis Major apontam para uma formação durante o início do período Hesperiano; o que é posterior à formação da adjacente bacia de impacto de Isidis.

## Descoberta e nomeação
O nome Syrtis Major é derivado do nome romano clássico do Golfo de Sidra, na costa da Líbia (clássica Cirenaica).
Syrtis Major foi a primeira formação de superfície documentada em outro planeta. Tendo sido descoberta por Christiaan Huygens, que a incluiu em um desenho de Marte em 1659.  Essa formação foi originalmente nomeada Mar da Ampulheta, mas recebeu diferentes nomes por diferentes cartógrafos. Em 1840, Johann von Mädler compilou um mapa de Marte baseado em suas observações, chamando a região de Atlantic Canale. No mapa de Richard Proctor de 1867 a região é chamada de Mar do Kaiser (após Frederick Kaiser do Observatório de Leiden). Camille Flammarion deu à região o nome Mer du Sablier (nome em francês para "Mar da Ampulheta") quando fez a revisão da nomenclatura de Proctor em 1876. O nome "Syrtis Major" foi escolhido por Giovanni Schiaparelli quando criou um mapa baseado em informações feitas durante uma aproximação de Marte em 1877.

## Variações sazonais
Syrtis Major foi alvo de muita observação devido às suas longas variações sazonais.  Esse fenômeno levou a teorias de que a região fosse um mar dragado, e mais tarde, de que a causa seria a formação de vegetação em algumas estações. No entanto nos anos 60 e 70, as sondas planetárias Mariner e Viking levaram à conclusão de que as variações eram causadas  por ventos que levam areia e poeira à região. A região possui muitos halos de tonalidade clara ou plumose streaks que se formam nas crateras, devido ao vento. Essas raias são acumulações de areia resultante da interrupção do vento pelas bordas das crateras (sombras de vento).